# Bochlewo Drugie
Bochlewo Drugie [pronunciación en polaco: /bɔˈxlɛvɔ ˈdruɡʲɛ/] es un pueblo ubicado en el distrito administrativo de Gmina Kazimierz Biskupi, dentro del Distrito de Konin, Voivodato de Gran Polonia, en del oeste-Polonia central. Se encuentra aproximadamente a 4 kilómetros al oeste de Kazimierz Biskupi, a 16 kilómetros al noroeste de Konin, y a 83 kilómetros al este de la capital regional Poznań.